# Општина Шоимари (Прахова)
Шоимари (рум. Şoimari) општина је у Румунији у округу Прахова.
Oпштина се налази на надморској висини од 240 m.